# Slovenská Ves
Slovenská Ves (polsky Słowiańska Wieś, maďarsky Szepestótfalu, německy Winschendorf) je slovenskou obcí v kežmarském okrese Prešovského kraje.
K významným pamětihodnostem obce patří katolický kostel Očišťování Panny Marie ze 14. století, evangelický kostel z počátku 20. století a židovský hřbitov. V obci byl donedávna hlavním jazykem polský dialekt.